# Анастранґалія
Червінка (Anastrangalia Casey, 1924 = Marthaleptura Ohbayashi, 1963) — рід жуків з родини Скрипунових.

## Морфологічні особливості
Найбільш характерними рисами, що відрізняють Червінок від інших "Leptura" є субциліндрична, слабковипукла передньоспинка із неглибокою боріздкою на диску. Голова із субпаралельними скронями, коротким обличчям і слабко зазубреними антенами.

## Різноманіття
У голарктиці відомо 12 валідних видів Червінок: 
- Anastrangalia dissimilis (Fairmaire, 1900)
- Anastrangalia dubia (Scopoli, 1763) (= Anastrangalia reyi (Heyden, 1889))
- Anastrangalia haldemani (Casey, 1891)
- Anastrangalia kasaharai Makihara, 2002
- Anastrangalia laetifica (LeConte, 1859)
- Anastrangalia montana (Mulsant & Rey, 1863)
- Anastrangalia renardi (Gebler, 1848)
- Anastrangalia rubriola (Bates, 1878)
- Anastrangalia sanguinea (LeConte, 1859)
- Anastrangalia sanguinolenta (Linnaeus, 1761)
- Anastrangalia sequensi (Rtt., 1899)
- Anastrangalia scotodes (Bates, 1873)

В Україні поширено два види:
- Червінка червона (Anastrangalia sanguinolenta Linnaeus, 1758)
- Червінка непевна (Anastrangalia dubia Scopoli, 1763)
  - підвид Червінка непевна звичайна (Anastrangalia dubia dubia (Scopoli, 1763))[4]
  - підвид Червінка непевна Реєва (Anastrangalia dubia reyi (Heyden, 1889))[4]